# Gagrella lineatipes
Gagrella lineatipes is een hooiwagen uit de familie Sclerosomatidae.